# Szent Rozália-kápolna (Kassa)
A Szent Rozália-kápolna a kassai Szent Rozália-temetőben álló kápolna Kassa-Észak városrészben. A kápolna a városban 1707 és 1711 között dúló pestisjárvány áldozatainak állít emléket, építéséről még 1710-ben határozott a városi tanács. Építését 1714. június 18-án kezdték meg, és a következő év június 4-én szentelték föl Szent Rozália tiszteletére.

## Története
A kápolna építését Tornyossy Tamás céhmester felügyelte. A 19. század elején Cseh István kassai püspök rendbehozatta, majd az épület 1898-ban esett át nagyobb rekonstrukción, amikor új toronytetőt kapott. A munkálatokat Balogh János vezette. 1916-ban a torony egyik harangját háborús célra beolvasztották.
A kápolna 1762-ben búcsúengedélyt kapott XIII. Kelemen pápától, a búcsú napjául szt. Rozália ünnepnapját, szeptember 4-ét, illetve az azt követő vasárnapot jelölte meg Eszterházy Károly egri püspök.
A kápolnát eleinte remeték tartották fönn, később Kassa tehetősebb családjai vették gondozásukba, akik a kápolna melletti temetőben temetkeztek. Ma temetési szertartásokat, valamint Mindenszentek ünnepén gyászmisét tartanak itt.
2020. szeptember 6-án a Covid19-világjárvány kapcsán a kápolnában elhelyezték Szent Rozália egy relikviáját.

## Leírása
A barokk kápolna alaprajza szabályos nyolcszög, falain még felfedezhetőek az eredeti 18. századi festés nyomai. A kápolna nyugati oldalán egy alacsony torony áll, itt található a kápolna bejárata és a karzat is. Az oltárkép Szűz Máriát ábrázolja, az oltár két oldalán Szent Zoerard-András és Szent Benedek képei állnak. Az oltár oldalában egy üvegfal mögött a fekvő szt. Rozália szobra látható. A mennyezet a Földet oltalmazó Istent ábrázolja.